# مارتين أوديت
مارتين أوديت (بالإنجليزية: Martine Audet)‏ (15 أكتوبر 1961، مونتريال في كندا)؛ كاتِبة وشاعرة كندية.